# Ampelo

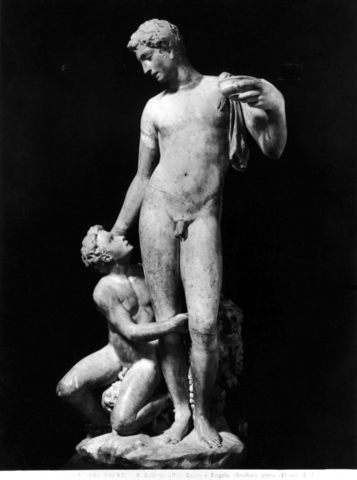
Fratelli Alinari, Bacco e Ampelo. Fotografia di una statua romana (con ampie integrazioni di epoca moderna, come l'intera figura di Ampelo) conservata presso la Galleria degli Uffizi, Firenze.

Ampelo (AFI: /ˈampelo/; dal greco antico ἄμπελος?, ámpelos, "cespo di vite") è una figura della mitologia greca.
Giovane amato da Dioniso, morì accidentalmente, cadendo dal dorso di un toro imbizzarrito o da una vite sulla quale si era arrampicato per cogliere un grappolo d'uva, a seconda della versione del mito che si vuole accreditare. Nella prima variante, riportata da Nonno, Ampelo fu poi trasformato in vite, recando agli uomini il dono dionisiaco del vino.
Stando a Ovidio, invece, Dioniso lo tramutò nella stella detta Vindemiatrix in latino e in italiano «vendemmiatrice», della costellazione della Vergine; il riferimento pare essere in realtà invece ad una delle stelle della costellazione "Vindemitor o Vindiatrix" (meglio conosciuto come Boote, la barca del cielo). Ampelose (singolare: Ampelos) erano anche una varietà di Amadriadi.

## Mito

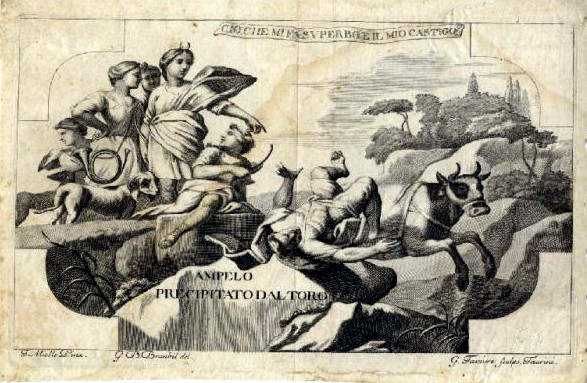
Jan Miel (1599-1664) (attribuito a), Ampelo precipitato dal toro. Incisione che presenta il motto: «Ciò che mi fa superbo è il mio castigo».

Secondo Nonno, Ampelo fu il primo amore di Dioniso. Il giovane, tenuto all'oscuro della natura divina del suo compagno, era coetaneo del dio e lo superava in bellezza. I due vivevano fra satiri e sileni presso il fiume Pattolo, in Lidia o forse in Frigia (Nonno confonde spesso le due regioni turche). Lo stesso Dioniso era incerto sulle origini del fanciullo: poteva appartenere alla stirpe dei satiri, tanto che aveva la coda, ma più probabilmente era figlio di Selene, dea della luna, ed Elio (divinità), il sole.

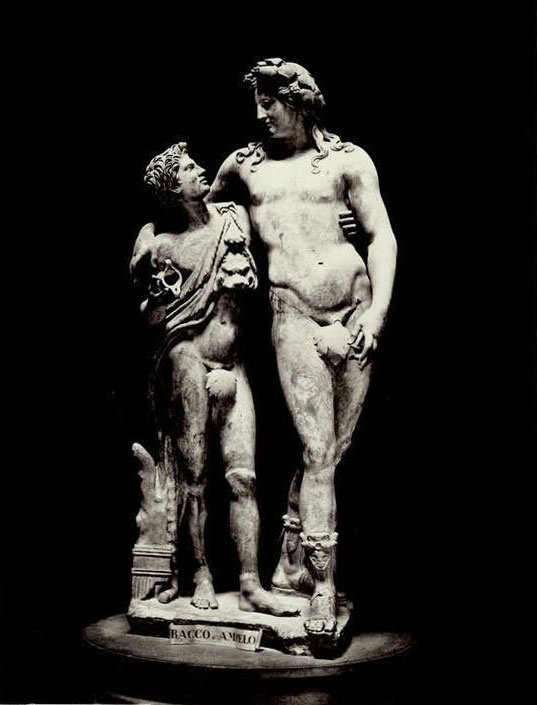
Giorgio Sommer (1834-1914), Bacco e Ampelo (Firenze)

Il dio era perdutamente innamorato di Ampelo, e di lui gelosissimo, ma temeva continuamente per la sua vita, presentendone un destino simile a quello di Ila, Giacinto e Ganimede, tutti giovinetti amati da divinità o semi-divinità, sottratti prematuramente alla vita terrena. I due compagni si confrontavano quotidianamente in una varietà di giochi, dalla lotta alla caccia, che Dioniso volentieri lasciava vincere al suo favorito. In occasione di una gara di corsa cui parteciparono Ampelo e due satiri, Cisso e Leneo, il dio intervenne per rallentare i rivali e garantire così la vittoria all'amato. Per colpire l'attenzione del suo amante, Ampelo si cimentava cavalcando tigri, orsi e leoni. Il dio, gli raccomandò però di guardarsi, nei suoi giochi, soprattutto dalle corna del toro.
Dioniso aveva infatti ricevuto un segno dell'imminente morte del giovane: al dio era apparso un drago cornuto, che scagliava un cerbiatto adagiato sul proprio dorso contro le pietre di un altare, uccidendolo. Intuendo nella apparizione un presagio del destino che attendeva il giovane, il dio fu sul punto di piangere per la futura perdita, ma alla vista del sangue che arrossava la pietra dell'altare, e che preannunciava il dono del vino, eruppe in un riso di gioia.
Su richiesta di Era, matrigna di Dioniso, la dea Ate, l'Errore, che si trovava in Frigia da quando Zeus furibondo ve l'aveva scagliata, si presentò ad Ampelo sotto le spoglie di un giovane satiro e gli consigliò di provare a cavalcare un toro, persuadendolo che con ciò si sarebbe guadagnato la predilezione del dio e la possibilità di guidarne il cocchio, che era stato affidato a Marone. 

Ampelo allora si accostò a un toro che si abbeverava presso il Pattolo; dalle fauci dell'animale colava sul corpo del giovane un rivolo d'acqua, simbolo della fatica cui i buoi sarebbero stati costretti per irrigare le vigne. Ampelo ornò il capo del toro di narcisi e anemoni, fiori germogliati in seguito alla morte di Narciso e Adone, entrambi giovinetti che erano stati cari agli dei; infine gli montò in groppa.

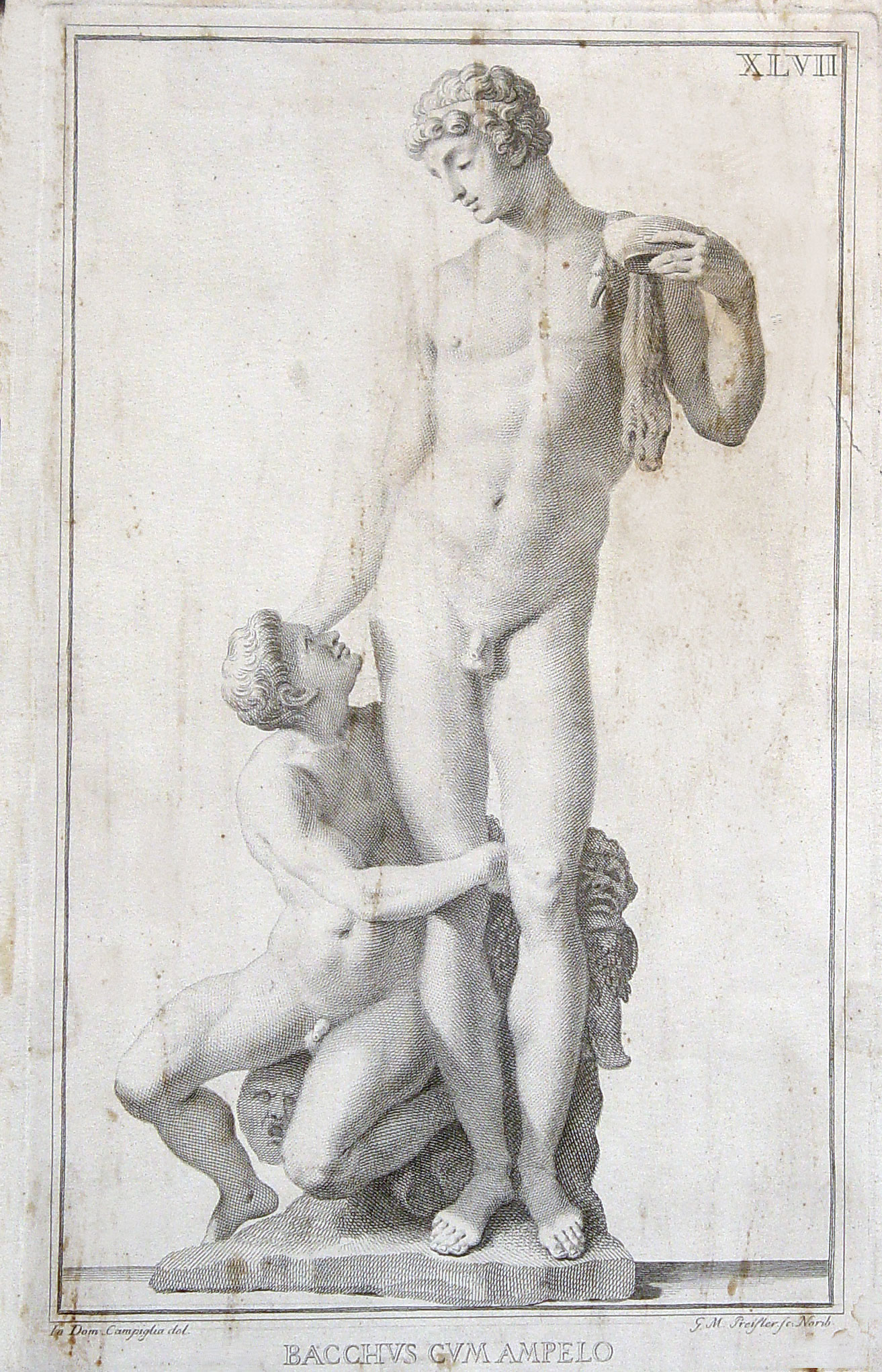
Giovanni Domenico Campiglia (1692-1768), Bacchus cum Ampelo. Incisione di un gruppo statuario romano.

Mentre galoppava sul dorso del toro, vedendo la luna, si prese gioco di Selene, che per punizione mandò un tafano a pungere il toro; l'animale, imbizzarrito, disarcionò Ampelo, lo trafisse con le corna e lo scagliò contro delle rocce, finché la testa non si staccò dal corpo. Dioniso, disperato, asperse la ferita con l'ambrosia, il nettare degli dei, la cui dolcezza si sarebbe poi trasfusa nel vino. Eros, per consolarlo, raccontò al dio affranto la storia di un altro bellissimo fanciullo, Calamo, tramutatosi in canna a seguito di un amore sfortunato provato nei confronti di un altro ragazzo come lui.
Frattanto le Ore, personificazione divina delle quattro stagioni, si recavano presso loro padre, Elio, custode delle profetiche tavolette di Armonia. Una di loro, Autunno, avrebbe presto avuto il capo adorno di tralci di vite, poiché era giunto il tempo del vino, previsto nell'ultima raffigurazione della terza tavoletta, che segnava l'avvento di una nuova era del mondo: vi era infatti rappresentata la Vergine, segno zodiacale di transizione fra l'estate e l'autunno, con in mano un grappolo d'uva.
I lamenti di Dioniso giunsero a commuovere Atropo, una delle Moire, filatrici del destino di ogni creatura. Costei diede nuova vita al corpo di Ampelo, che subito mise radici e si trasformò in un tralcio di vite, scampando così al regno oscuro di Ade. Il dio strinse fra le mani un grappolo d'uva, e dal nuovo frutto stillò un succo che aveva la stessa dolcezza dell'ambrosia, e che donava l'ebbrezza: il vino, scaturito dal sangue versato dall'amato, aveva fatto la sua prima comparsa sulla terra.
Cisso, il satiro con cui Ampelo aveva gareggiato, si sarebbe trasformato nell'edera che si avvolge alla vite, mentre Calamo, la canna, l'avrebbe sostenuta contro il vento.
Ovidio, oltre a precisare che Ampelo era figlio di un satiro e di una ninfa, racconta una versione diversa del mito: Dioniso e il suo favorito vivevano sui monti Ismari, in Tracia; il dio aveva affidato ad Ampelo un rampicante che pendeva dalle foglie di un olmo. Il giovane, arrampicatosi sull'albero per cogliere il frutto del rampicante, perse l'equilibrio e morì nella caduta: la pianta prese così il nome di Ampelo, «vite». Dioniso, addolorato, tramutò il giovane nella stella Vindemiatrix.
La Vindemiatrix, appartiene alla costellazione della Vergine; la sua apparizione a oriente, subito prima dell'alba, segnalava un tempo l'inizio del periodo della vendemmia, a settembre; a causa della precessione degli equinozi oggi sono le stelle della costellazione del Leone a comparire in quella posizione all'inizio dell'autunno.

## Omaggi
- In suo onore è stato chiamato anche un asteroide, il 198 Ampella scoperto nel 1879.